# Sean Bennett
Sean Bennett (ur. 31 marca 1996 w El Centro) – amerykański kolarz szosowy.

## Osiągnięcia
Opracowano na podstawie:
2017
- 1. miejsce w klasyfikacji górskiej Tour de Bretagne

2018
- 1. miejsce w klasyfikacji młodzieżowej Tour of the Gila
- 1. miejsce na 6. etapie Giro Ciclistico d’Italia

## Rankingi
| Rok              | 2018 | 2019 | 2020 | 2021  | 2022 |
| ---------------- | ---- | ---- | ---- | ----- | ---- |
| World Ranking    | 742. | -    | 624. | 1190. | 858. |
| UCI Europe Tour  | 662. |      |      |       |      |
| UCI America Tour | 229. | -    | 45.  | 171.  | 84.  |
|                  |      |      |      |       |      |
| Źródło: UCI      |      |      |      |       |      |